# 中国工艺美术馆
39°54′29″N 116°21′31″E / 39.908058°N 116.358518°E
中国工艺美术馆是于1990年开放的中华人民共和国国家级工艺美术馆，也是中国首座现代化大型工艺美术馆。

## 历史
1977年12月，中华人民共和国国务院批准建立中国工艺美术馆。1982年4月，成立中国工艺美术馆筹建处。1985年12月，中国工艺美术馆正式奠基。1989年11月26日，中国工艺美术馆落成开馆，隶属于中国轻工总会。1990年7月正式开放。该馆馆址位于北京市西城区复兴门内大街西口，紧邻复兴门桥。该馆地下1层，地上7层；共有6层楼为工艺品陈列展厅，仅第5层为陈列展。是中国首座现代化大型工艺美术馆。邓小平为该馆题写了“中国工艺美术馆”。
该馆开放后，很快陷入亏损，1992年，中国工艺美术馆大楼开业3年之际，每年需补贴1000万元人民币。
1993年6月，马来西亚总理在中国工艺美术馆大楼出席了马来西亚在华投资的多个项目的签字仪式，其中包括了中外合作的百盛商场项目。1994年3月26日，北京百盛购物中心开业，并开始盈利。1998年5月，百盛二期兴建于百盛一期（即原中国工艺美术馆大楼）北侧，两期建筑之间用连廊连接，横跨成方街。
百盛开业之后，中国工艺美术馆大部分展厅均被北京百盛购物中心占据，该馆仅余精品馆。
2010年，因筹建中国工艺美术馆新馆，该馆迁至奥林匹克公园北下沉花园临时办公，设行政业务办公区、工艺美术精品展览展示区。新馆选址于奥林匹克中心区域。
2019年3月30日，中国工艺美术馆（中国非物质文化遗产馆）正式开工。中国工艺美术馆工程建设用地面积约为26500平方米，总建筑面积约86800平方米，地下2层、地上8层，包括藏品库区、陈列区、技术及业务用房、观众服务设施、后勤保障用房等。工程计划于2021年5月21日竣工。现址位于中国共产党历史展览馆西侧。

## 展览
中国工艺美术馆的藏品有牙雕、木雕、石雕、玉器、漆器、陶瓷、金银摆件、金属工艺、抽纱织绣、天然植物编织、民间工艺等类别。